# Gyllenborgska malmgården

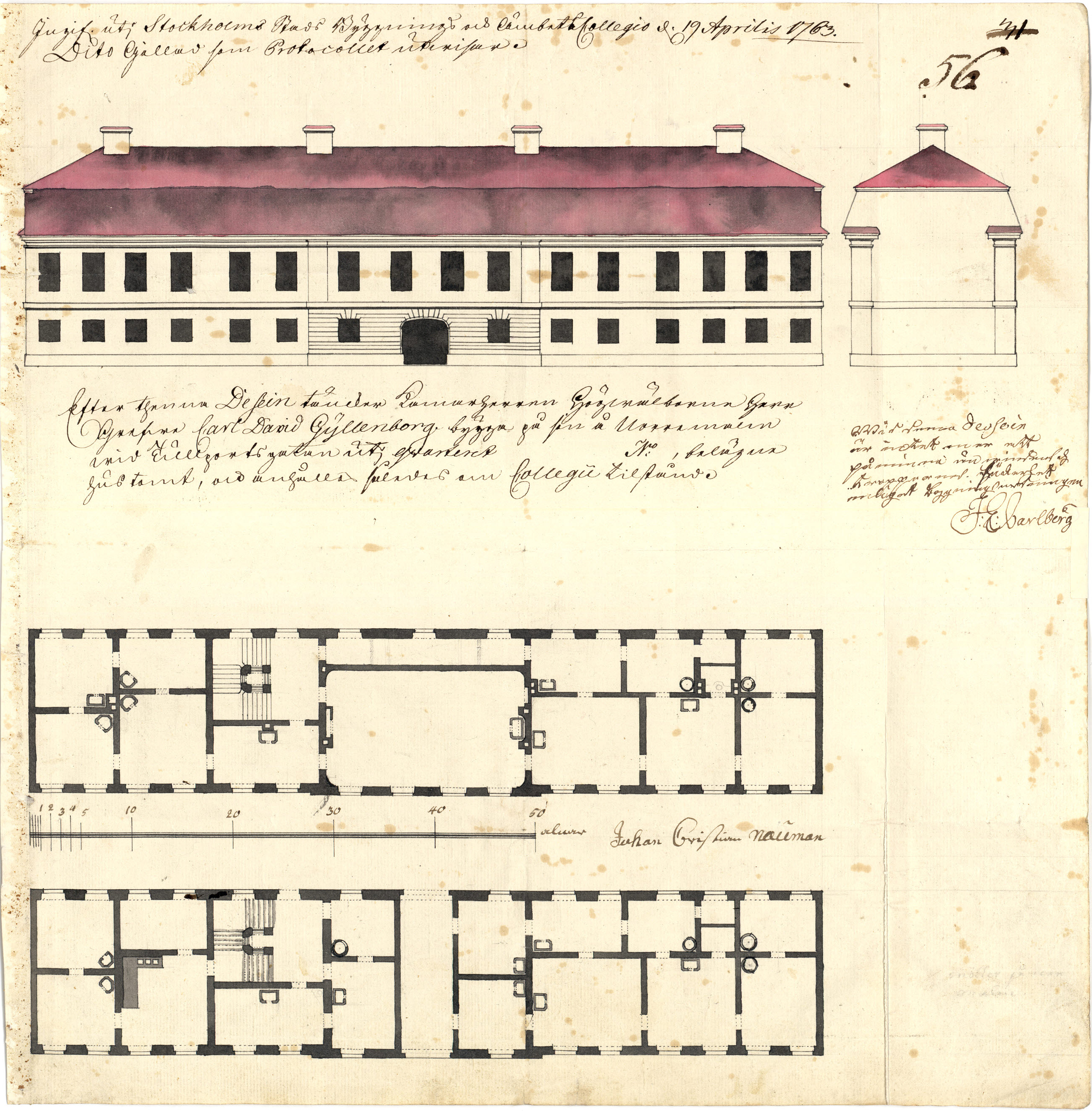
Byggnadsritningar för stenhuset från 1763. Stenhuset uppfördes på spekulation på malmgårdens tomt och var från början tänkt att rymma en värdshusrörelse.

Gyllenborgska malmgården var en malmgård, belägen i Stockholm, känd som ett av de mest framstående exemplen på 1700-talets stadsnära aristokratiska sommarresidens. Den har fått sitt namn efter greve Henning Adolf Gyllenborg som ägde malmgården vid mitten av 1700-talet. Egendomen låg på det som idag är adressen Döbelnsgatan 38 i Vasastaden och dess park och odlingar sträckte sig över det som idag utgör kvarteren Grundläggaren och Hälsokällan, fram till Surbrunn. 
Efter den Gyllenborgska epoken kom byggnaderna under 1800-talet att omvandlas till fabriker och arbetarbostäder. Tomten reglerades i slutet av 1800-talet och bebyggdes med bostäder. De sista resterna av malmgården försvann  och med rivningarna på 1960-talet.

## Historia

### Rehns tomt
Den första kända dokumentationen av tomten där Gyllenborgska malmgården kom att ligga går tillbaka till år 1686, då den ägdes av Johan Eriksson Rehn, en framstående bryggare i Stockholm. Den sträckte sig över det som idag utgör kvarteren Grundläggaren och Hälsokällan och in i kvarteret Surbrunn. Under Rehns tid utvecklades området till en välskött trädgård, vilket var typiskt för malmgårdar vid denna tid. På tomtens sydöstra hörn anlades kvarnen Jan Erss, som fick sitt namn efter Rehn.
Under 1720-talet övergick egendomen i hovbrodören Tobias Leijs ägo. Leij, som var en av Sveriges mest framstående inom brodörskonsten, använde gården som bostad och arbetsplats. Leij var känd för sina många rättegångar och sin roll i det för tiden mycket uppmärksammade Scheffelska arvsmålet. Gården kallades ibland för Pärlstickare gården och namnen Pärlstickaregränd och Pärlstickarekvarnen levde kvar långt efter Leijs tid. 

### Den Gyllenborgska epoken

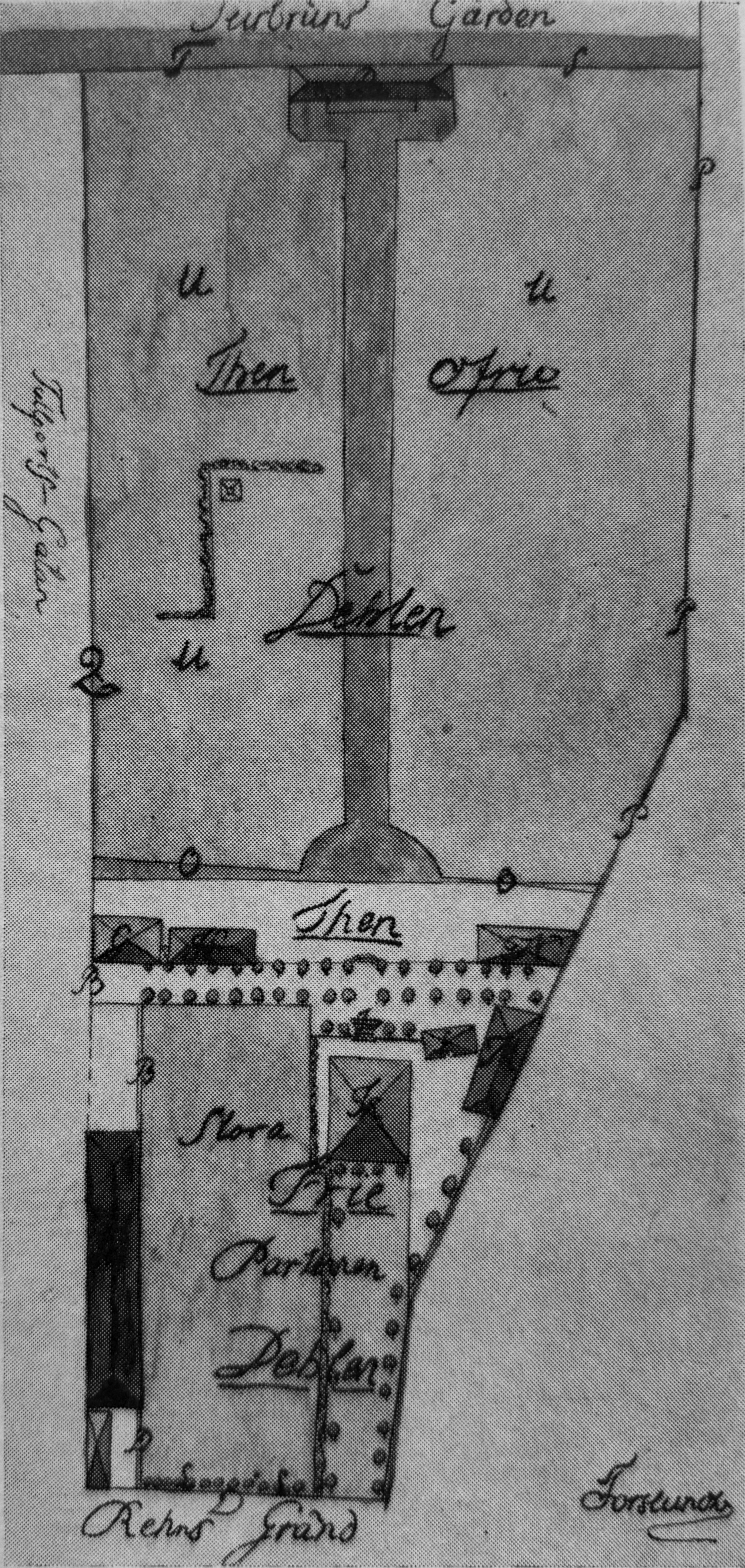
Ritning över anläggningen från 1766. Från orangeriet längst upp löper en axel ned mot själva malmgården i trä. I det nedre vänstra delen syns stenbyggnaden med fasaden mot Norra Tullportsgatan.

År 1748 köptes malmgården av greve Henning Adolf Gyllenborg, en ledande medlem av hattpartiet och en viktig politisk figur under frihetstiden. Gyllenborg använde gården som sitt sommarnöje, där han drog sig tillbaka för att vila och förbättra sin hälsa med det populära surbrunnsvattnet från den intilliggande Surbrunnen. 
Under grevens tid genomgick gården flera förändringar, bland annat tillkom ett större envåningshus i trä med ett tegeltäckt "italienskt" tak, det vill säga brutet med en avsats mellan de övre och nedre takfallen. Byggnaden hade enligt en annons "13 väl Tapitserade Eldrum" och "en skön trädgård på alla sidor omgifven af Stall, Vagnlider och små uthus". En av de mest iögonenfallande detaljerna var den terrasserade sluttningen mot norr, som gav en vacker utsikt från bostadsbyggnaden över trädgården och den omgivande landsbygden. Den stora parterren söder om huset var kantad av träd och förmodligen planterad med prydnadsväxter. 
1763 såldes malmgården till kusinen Carl David Gyllenborg. Denne hade för avsikt att på spekulation uppföra ett förstklassigt stort värdshus på gårdstomten. Den intilliggande hälsobrunnen drog stora skaror till grannskapet, och trängseln vid den närliggande krogen Clas på Hörnet visade att en traktörsrörelse i dessa trakter kunde ge en god avkastning. 
Murarmästaren Johan Christian Nauman fick i uppdrag att upprätta ritningarna till ett värdshus, byggt i sten i två våningar, under ett brutet tak. Anläggningen skulle, utöver köksavdelning, inrymma 24 rum och en stor sal. Den stora byggnaden, vars fasad vette mot Norra Tullportsgatan (nuvarande Döbelnsgatan) borde ha tett sig imponerande både till material och storlek i jämförelse med den omgivande låga träbebyggelsen. 
Ett två våningar högt orangeri restes samtidigt i tomtens norra ände. Anläggningen finns avbildad på en karta i Stockholms stads brandförsäkringskontor arkiv och visar hur en rak axel leder ner från orangeriet, genom en planterade rader av lövträd och upp över två stora stentrappor till mangårdsbyggnaden. En mur skiljde värdshusdelen från den privata malmgården och dess trädgårdar. 
Inredningen av den stora stenbyggnaden hann dock troligtvis aldrig att avslutas enligt plan, då familjen Gyllenborg kom på ekonomiskt obestånd. Efter den oundvikliga konkursen 1767 såldes gården, och därmed var dess saga som aristokratiskt sommarnöje över.

### Malmgårdens fortsatta öden
Malmgårdens funktion som sommarnöje upphörde i och med Gyllenborgs avträde. Den stora stenbyggnaden bidrog antagligen till att anläggningens värde var högre än vad man ville betala för ett sommarnöje. Samtidigt var brunnsdrickandet i trakten inte längre lika populärt, bland annat till följd av att brunnens källåder hade skadats. Rykten gjorde gällande att det skett i samband med sprängningar för orangeriet. 
Under malmgårdens skiftande ägare under den gustavianska tiden kom stenhuset bland annat att inredas med mindre lägenheter och tomten att styckas. Gardeskaptenen Herman Fredrik Christian von Engelbrechten inkvarterade ett flertal militäranställda i stenbyggnaden medan den forna huvudbyggnaden under en period fungerade som garnisonssjukhus Svea livgarde. Den forna huvudbyggnaden försvinner under 1800-talet och är exempelvis inte utmärkt på 1855-års Stockholmskarta.

### Sidenväveri och leksaksfabrik

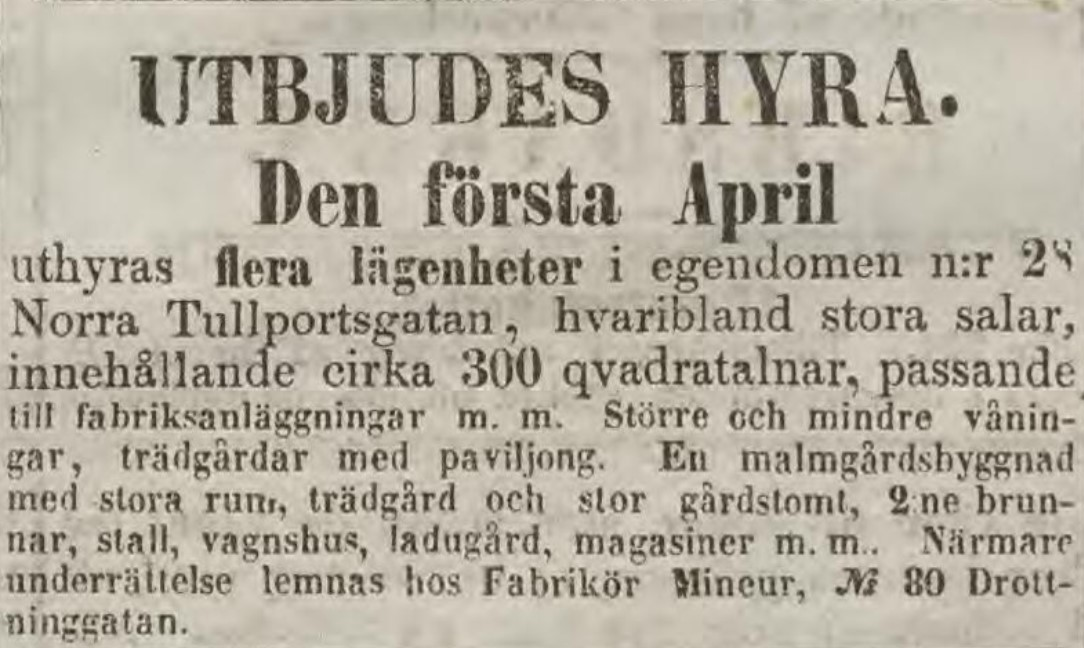
Mineus annons 1858

År 1800 försåldes stenbyggnaden till sidenfabrikören Jean Pierre Mazer. En verkstadbyggnad hade tillkommit norr om stenhuset, och anläggningen fick nu funktionen av fabrik då den fylldes med vävstolar för det Mazerska sidenväveriet. Från 1847 finns en tidningsnotis om att fabriken, som då arrenderades av fabrikör Körner, drabbats av en eldsvåda i vilken en gårdsbyggnad i trä nedbrunnit och förstört 14 vävstolar. Under 1850-talet ägdes och drevs sidenfabriken av Simon Hirsch, som också var bosatt på adressen.
Anläggningen såldes 1858 till tapetfabrikören och sidentryckaren C.G. Mineu. Han annonserade samma år i Aftonbladet under rubriken Utbjudes hyra om:
"flera lägenheter i egendomen n:r 28, Norra Tullportsgatan, hvarvid stora salar, innehållande cirka 300 qvadratalnar, passande till fabrikanläggningar m.m. Större och mindre våningar, trädgårdar med paviljong. En mangårdsbyggnad med stora rum, trädgård och stor gårdstomt, 2:ne brunnar, stall, vagnshus, ladugård, magasiner m.m."
Mineu sålde dock snart egendomen vidare, och därmed försvann förmodligen sidenmanufakturen i kvarteret. Från 1864 är handlaren Anton Bendix registrerad som ägare i arkiven.
1865 startade istället Alexis Westerdahl en leksaksfabrik i hyrda lokaler på egendomen. Westerdahl, som kallats den svenska leksaksindustrins fader, hyrde genom Fabriksaktiebolaget för åskådningsmateriel tre våningar, vilka enligt tidningsuppgifter renoverats och nyinretts för bostäder och arbetsrum. I nedre botten låg bleckslagarverkstaden, där bland annat trummor och små vagnar tillverkades. På andra våningen fanns såg- och svarvverkstäder där träleksaker tillverkades, samt ett tenngjuteri och lackeringsugnar. Den översta våningen var reserverad för gipsgjuteriet. Maskinerna fick sin kraft från en ångmaskin. Totalt sysselsattes runt 50 arbetare, i huvudsak "gossar och flickor". Westerdahl ämnade konkurrera med leksaksfabrikanterna i Nürnberg. Omkostnaderna var dock höga, och redan efter två år flyttade han tillverkningen till Gemla. Företaget fortlever än idag under namnet Gemla Fabrikers.

Anläggningen enligt 1800-talets kartor
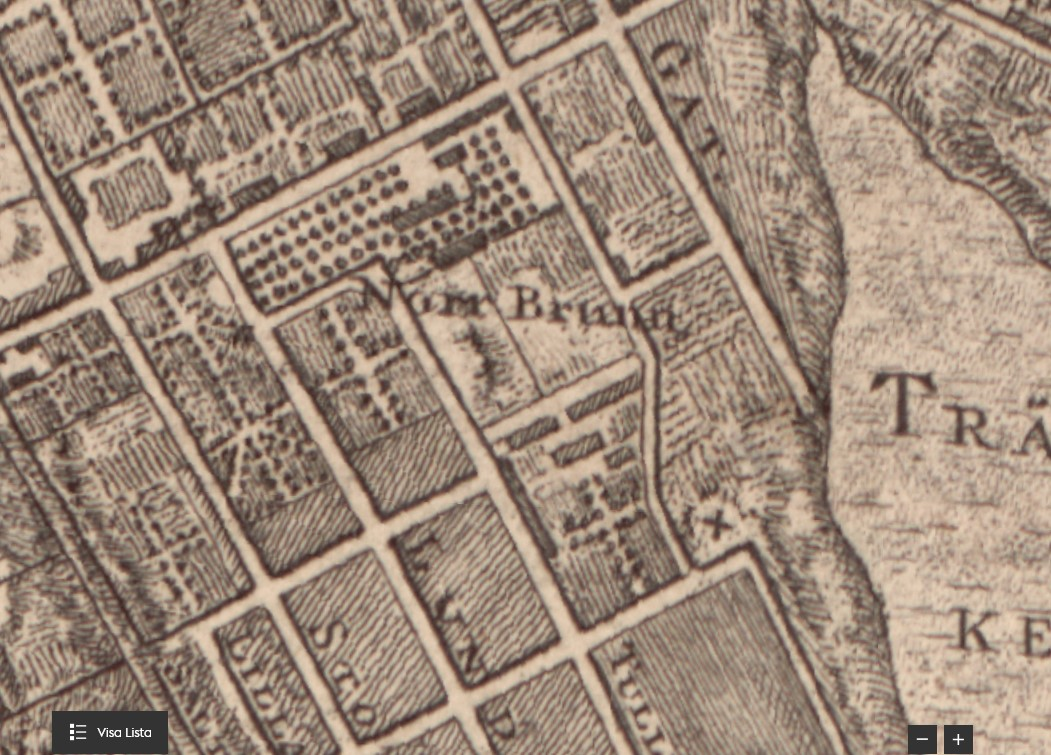
1805
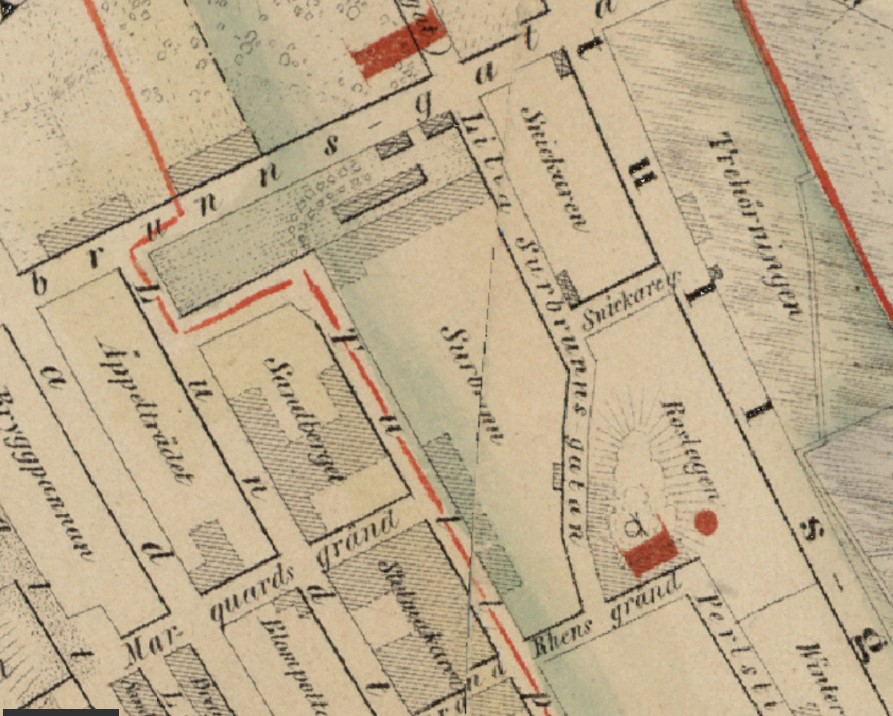
1855
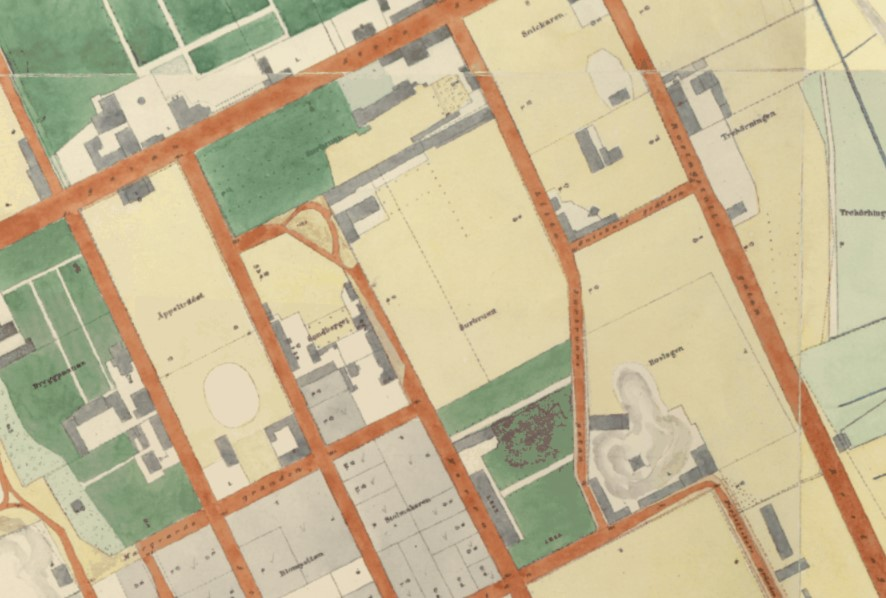
1863
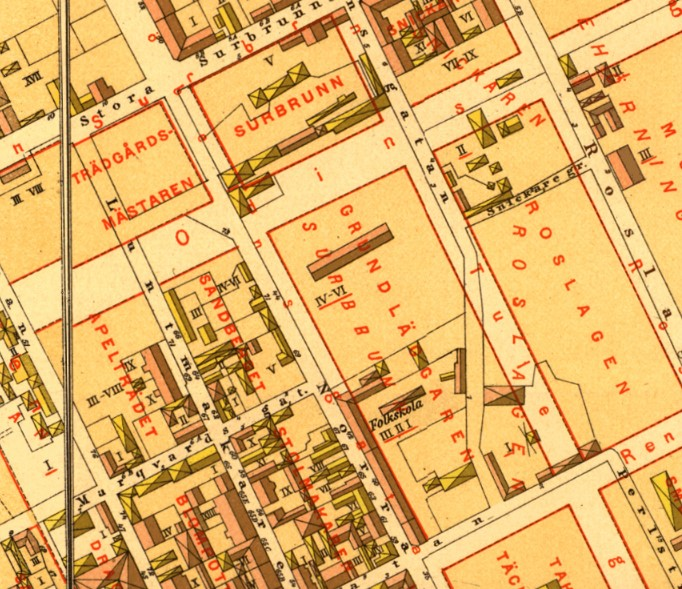
1885 - addressen var vid denna tid Norra Tullportsgatan 40 & 42

### Palmcrantz fabrik och skolverkstad

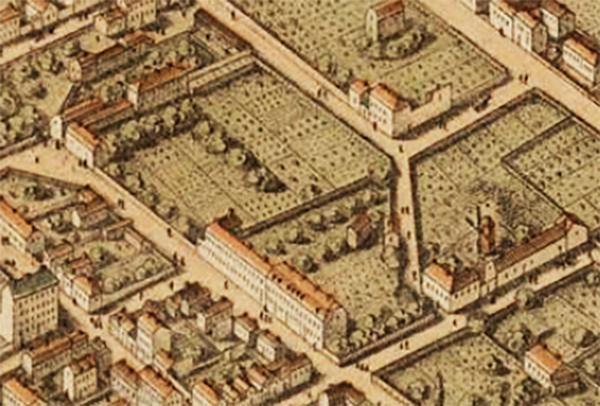
Anläggningen på 1870-talet, enligt Heinrich Neuhaus panorama.

1875 sålde Bendix egendomen vidare till herrar Elfving & Co., som drev industriell agentur inom bland annat jordbruksmaskiner. De lät den unge arkitekten Carl Möller upprätta ritningar för en stor mekanisk verkstad på tomten, där två vinkelställda fabrikslängor skulle sammanbyggdas  med det gamla stenhuset längs Norra Tullportsgatan och Rehnsgatan. I byggnaden projekterades för rum för en ångmaskin med tillhörande murad skorsten, medan en hiss skulle förbinda första och andra våningen. Av någon anledning färdigställdes endast en fabrikslänga utmed Norra Tullportsgatan, då i reducerad längd.
Verkstadslokalerna kan redan från början ha varit ämnade för uppfinnaren Helge Palmcrantz, som under 1870-talet fått patent på en grovkalibrig kulspruta samt en slåttermaskin – eller "skördemaskiner både för livet och döden", som Palmcrantz uttryckte det. I och med Palmcrantz flytt från Wollmar Yxkullsgatan till Norra Tullportsgatan kunde produktionen utökas, och antalet anställda ökade till 45.
1880 flyttade H. Palmcrantz & Co kulsprutefabriken till större lokaler på Kungsholmen.
Palmcrantz startade även en skolverkstad på tomten, där folkskoleungdomar fick utbildning i metallslöjd och verkstadsarbete. Totalt sysselsattes 20 gossar i två lag. I en samtida tidningsannons påpekade man att denna skolverkstad, till skillnad från andra, även hade ångdrivna verkstadsmaskiner. Arbetsstugan låg kvar även efter att fabriken flyttat. År 1911 omvandlades den till Stockholms Norra Yrkesskola, med avdelningar för snickeri och skrädderi.

Palmcrantz tid och skolverkstaden
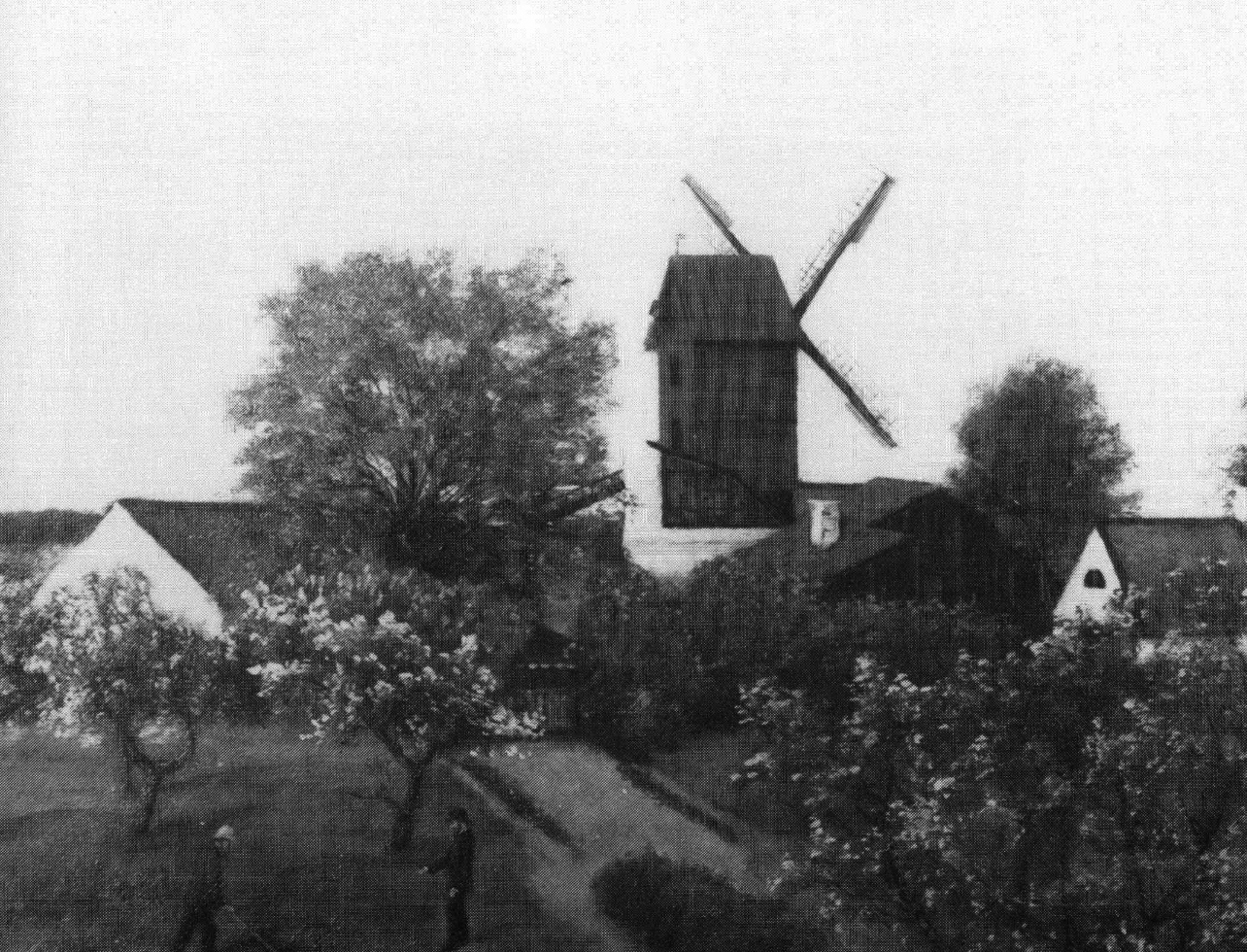
Palmcrantz (t.h.) i trädgården. T.v. troligen hans verkmästare, mekanicus August Wilhelm Billman.
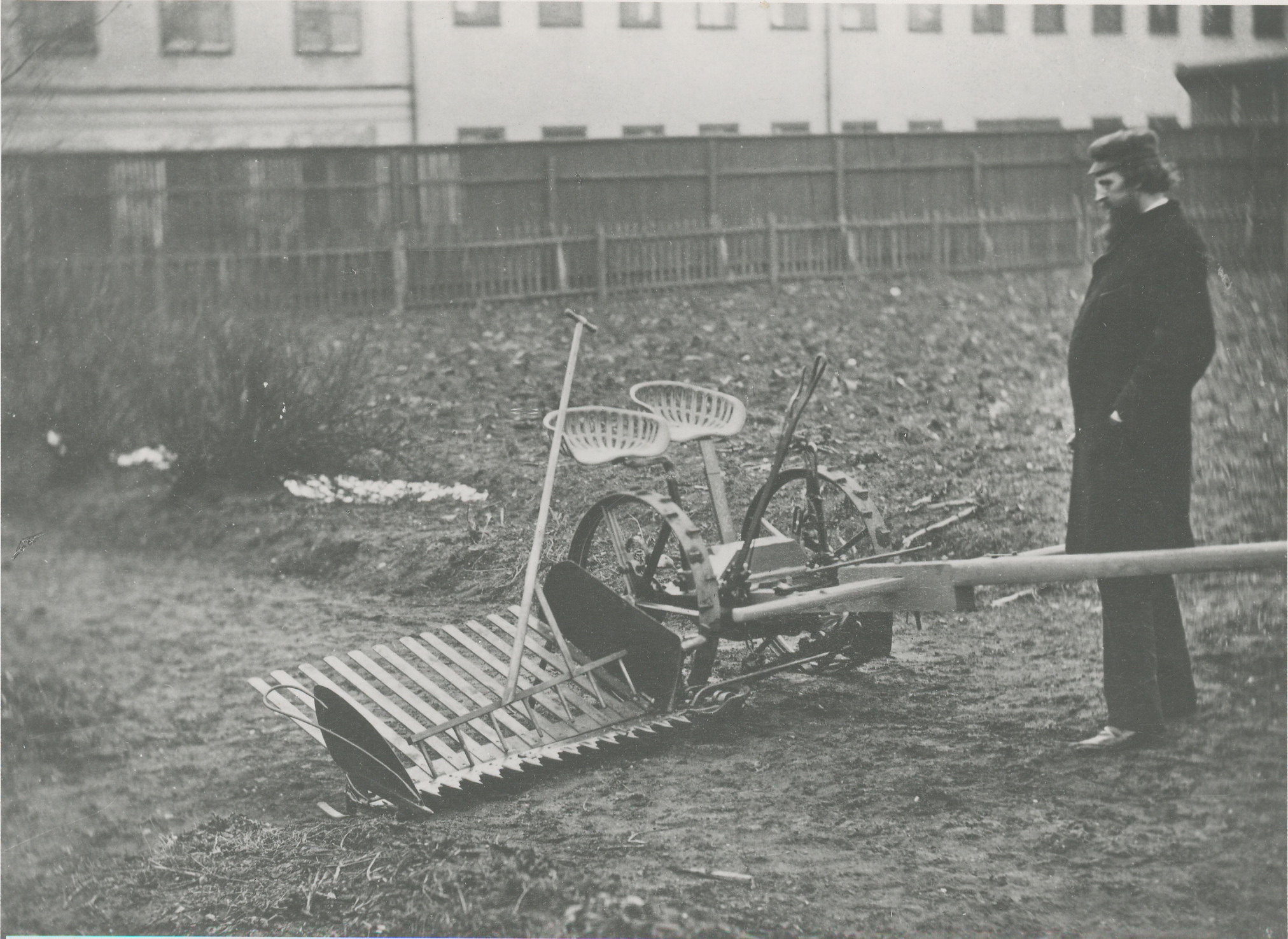
Palmcrantz med slåttermaskin. I bakgrunden skymtar sten- och fabriksbyggnaden.
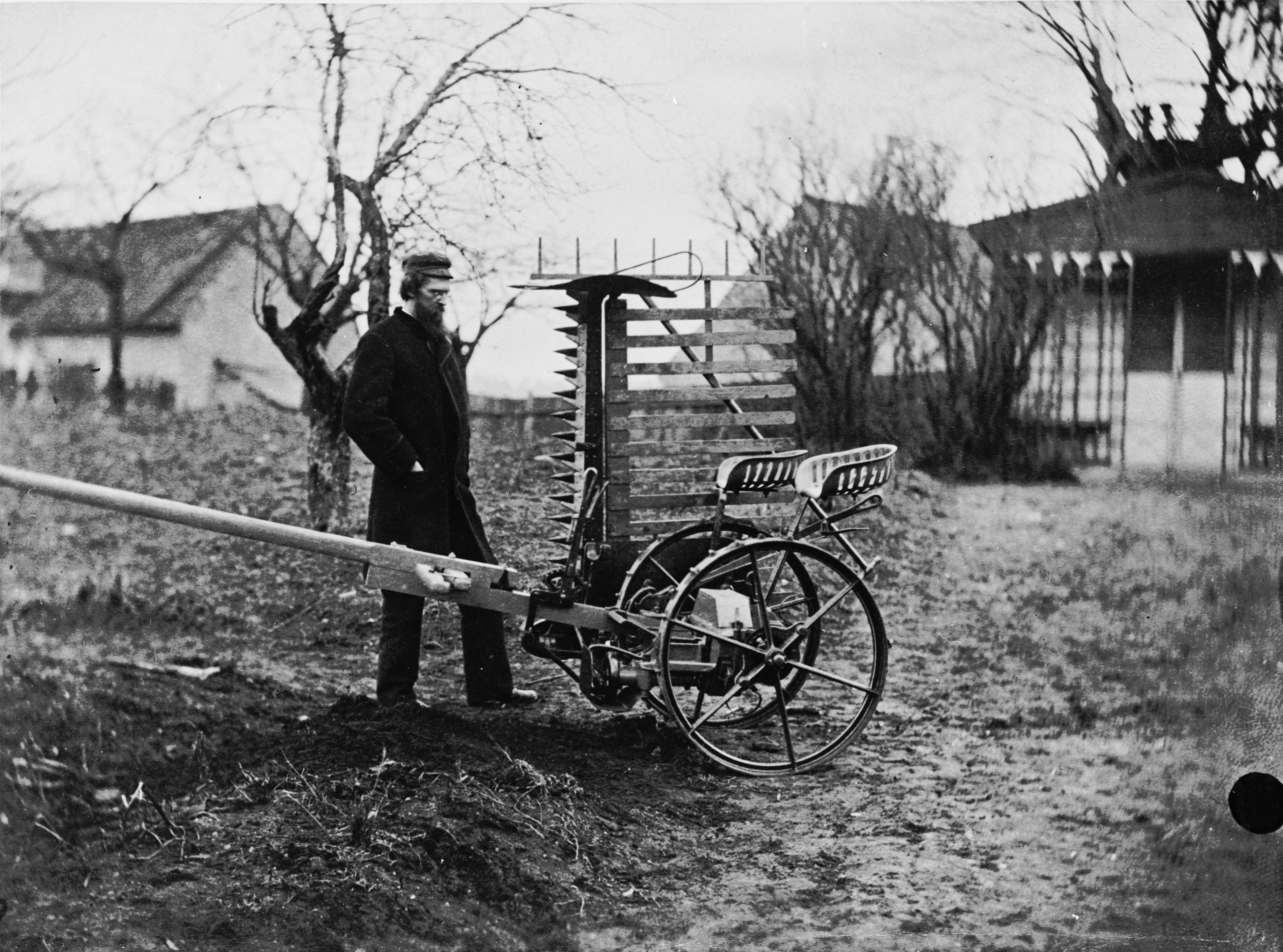
Palmcrantz i trädgården, som ännu på 1880-talet bevarade sin lantliga karraktär.
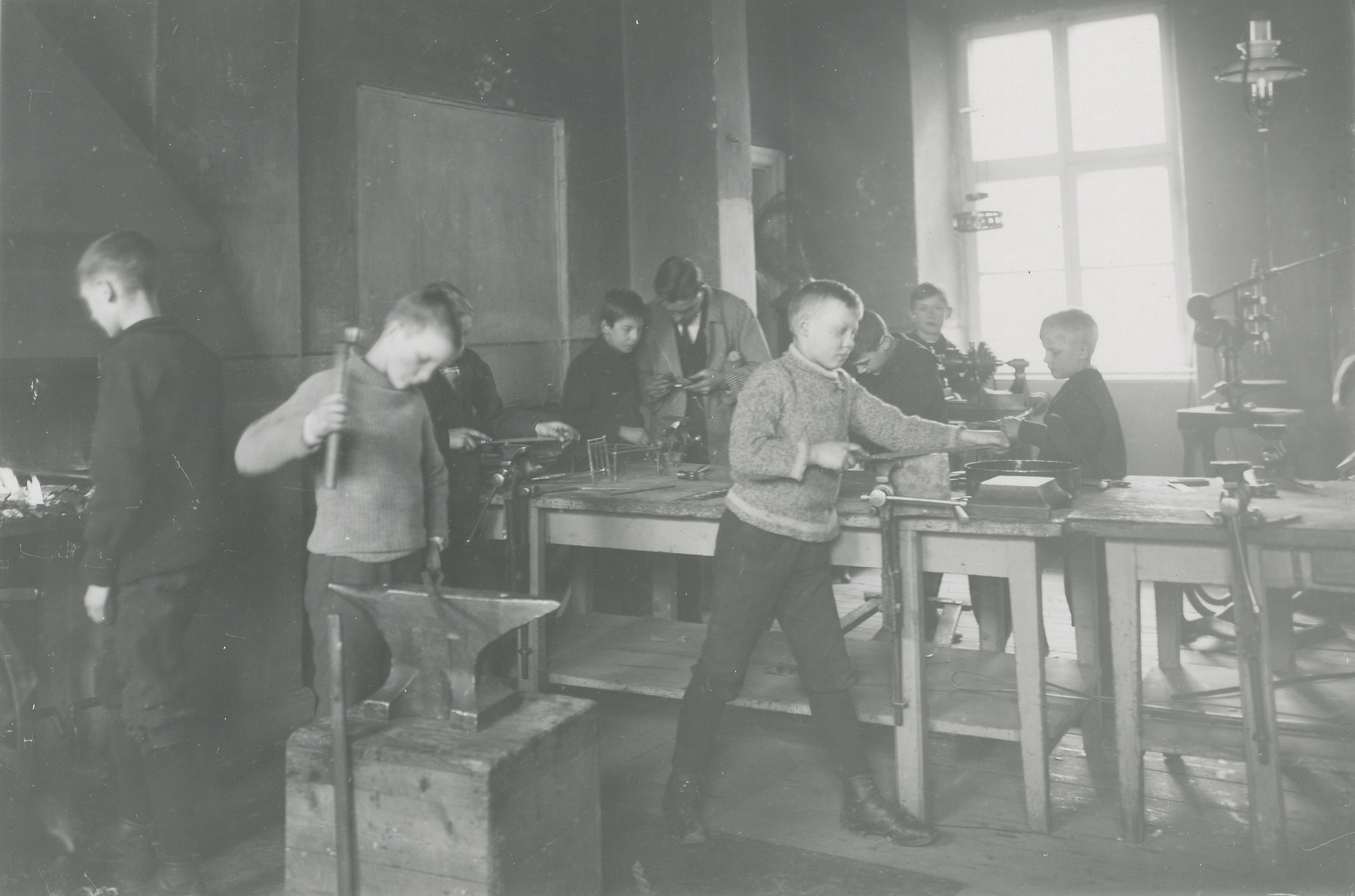
Johannes norra arbetsstuga för barn, 1914

### Stadens trädgård

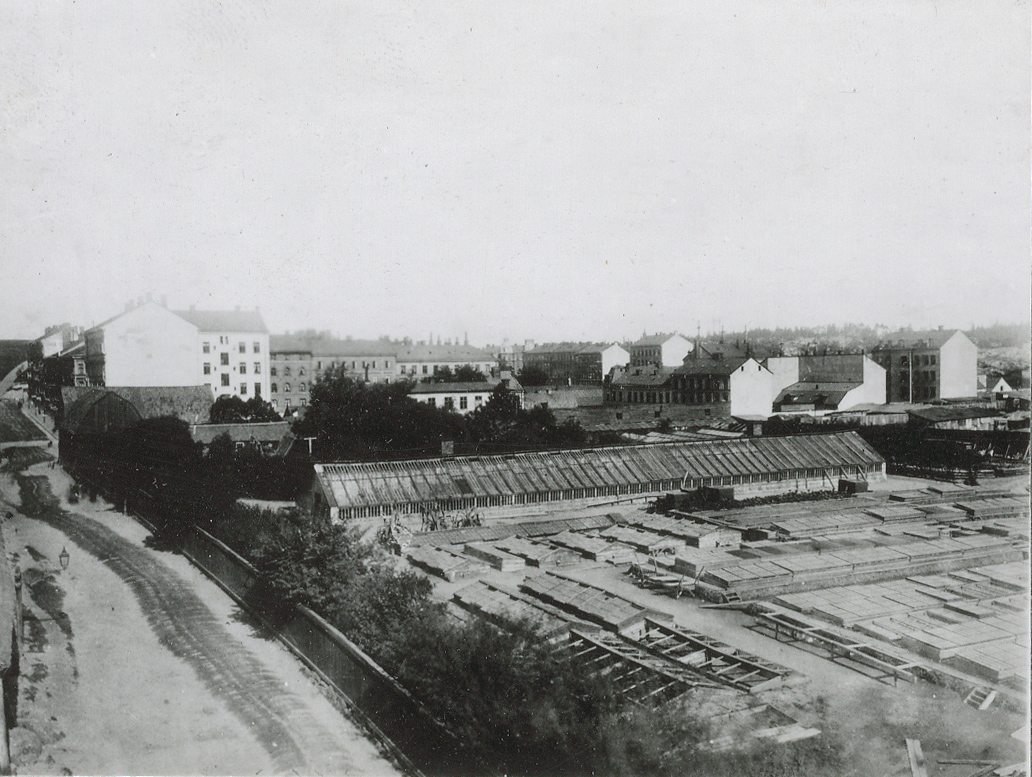
Stadens trädgårdar kring 1890. Gatan till vänster är Döbelnsgatan. Den vita byggnaden mellan träden är troligen Gyllenborgs tidigare orangeri.

Den stora trädgården omvandlades efter Gyllenborgs tid från en lustträdgård till en nyttoträdgård, där alléer och klippta häckar fick ge plats åt tobaksodlingar och kålfält.
När det under senare delen av 1800-talet ställdes krav på att Stockholm skulle prydas med planteringar och välskötta parker, blev trädgården vid Tullportsgatan (dåvarande nr 44) en viktig del i denna utveckling. Hit, till det område som efter avstyckningar gick under namnet Wassbergska egendomen, flyttades 1877 Stockholms stads trädgård. Stora plantskolor anlades med tusentals prydnadsväxter i växthus och drivbänkar. Äldre träd som fortfarande skuggar Stockholms parker drevs upp här.
Gödsellukten blev dock ett problem, och rektor Sixten von Friesen vid det då nybyggda Norra Real klagade: "att ångor från gödselsträngarna i stadens midt emot Realläroverkets gård benägna trädgård intränga, särledes om morgnarn och vid lugn väderlek, i värmekamrarna i stora läroverkshuset och därifrån uppsugas till lärosalarna, hvilka sålunda blifva antagligen ohelsosamma, med säkerhet motbjudande att vistas uti."
Efter att trädgårdarna flyttade till Skanstull på 1890-talet bebyggdes marken med bostäder i kvarteret Hälsokällan.

### Gaturegleringar och rivning av stenhuset
1885 bytte Norra Tullportsgatan namn till Döbelnsgatan. Stenhusets utskjutna placering hindrade den breddning av gatan som stipulerades i Lindhagenplanen, men i och med att gatan utjämnades fick höga trappor leda upp till entréerna. Odengatan och Markvardsgatan drogs tvärs genom de gamla tomterna, varvid kvarteren Grundläggaren och Hälsokällan skapades.
Av den gamla mangårdsbyggnaden i trä återstod sedan länge inga spår. Gården, som nu hade bildats i och med bebyggelsen av kvarteret Grundläggarens östra sida, fylldes istället av lägre skjul och verkstadsbyggnader.
Bostadshuset, med sina många smålägenheter, förföll i väntan på en rivning. Det skulle dock dröja till 1960 innan grävskoporna gjorde grus av det gamla stenhuset. Därmed försvann de sista resterna av den Gyllenborgska malmgården.

Bilder tagna 1939
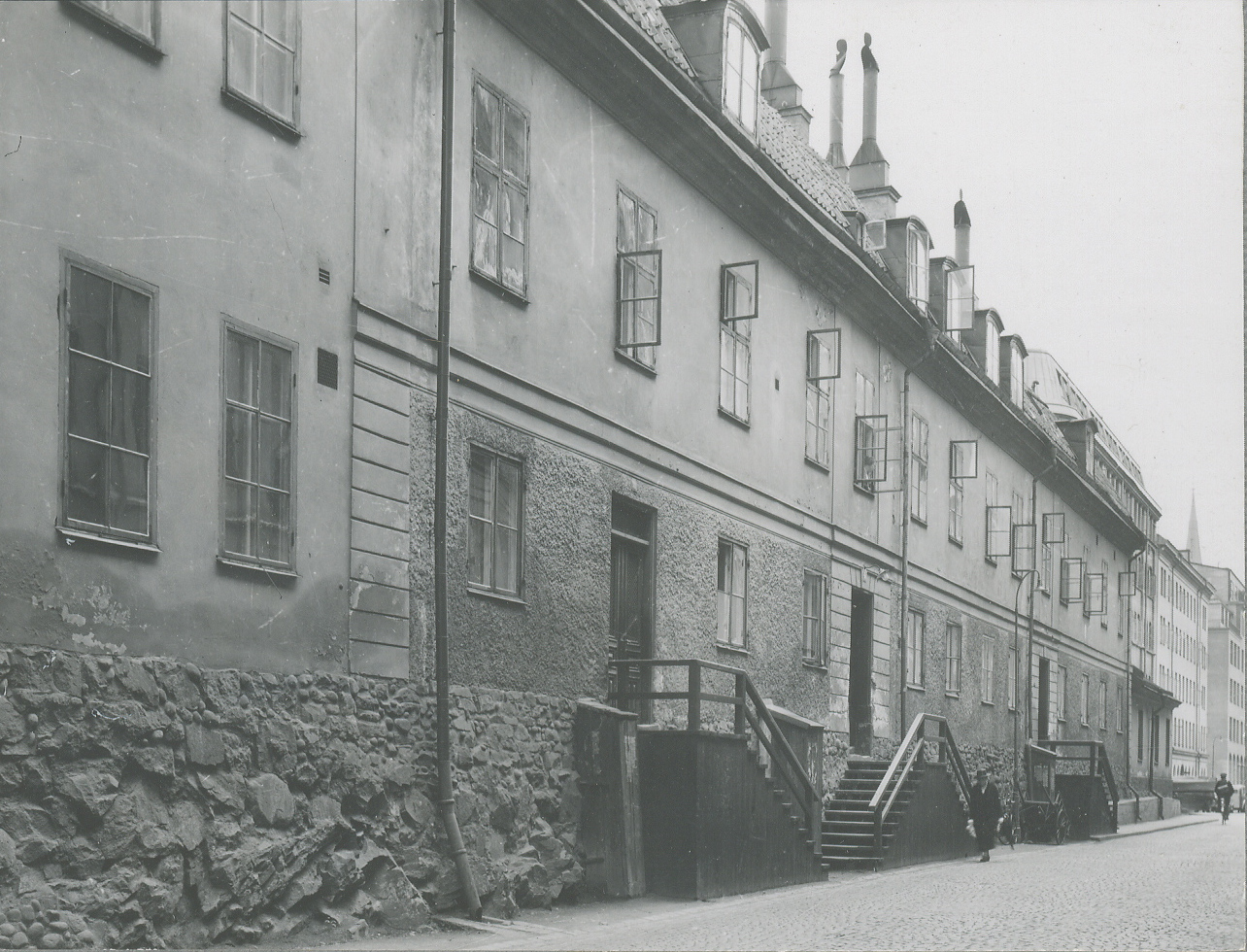
Stenhuset med dess trapport ned mot Döbelnsgatan.
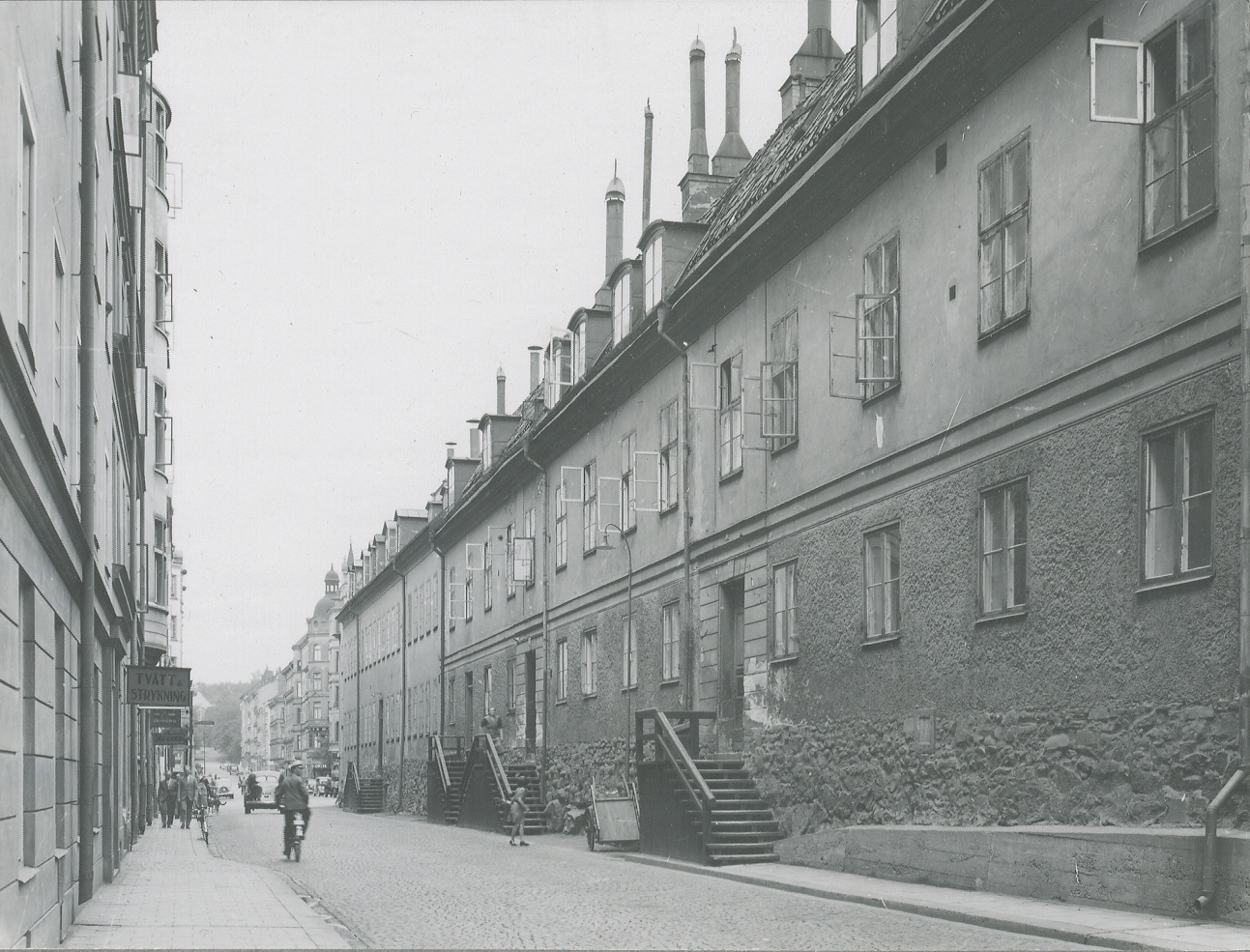
Döbelnsgatan mot norr. Stenhuset samt fabrikslängan.
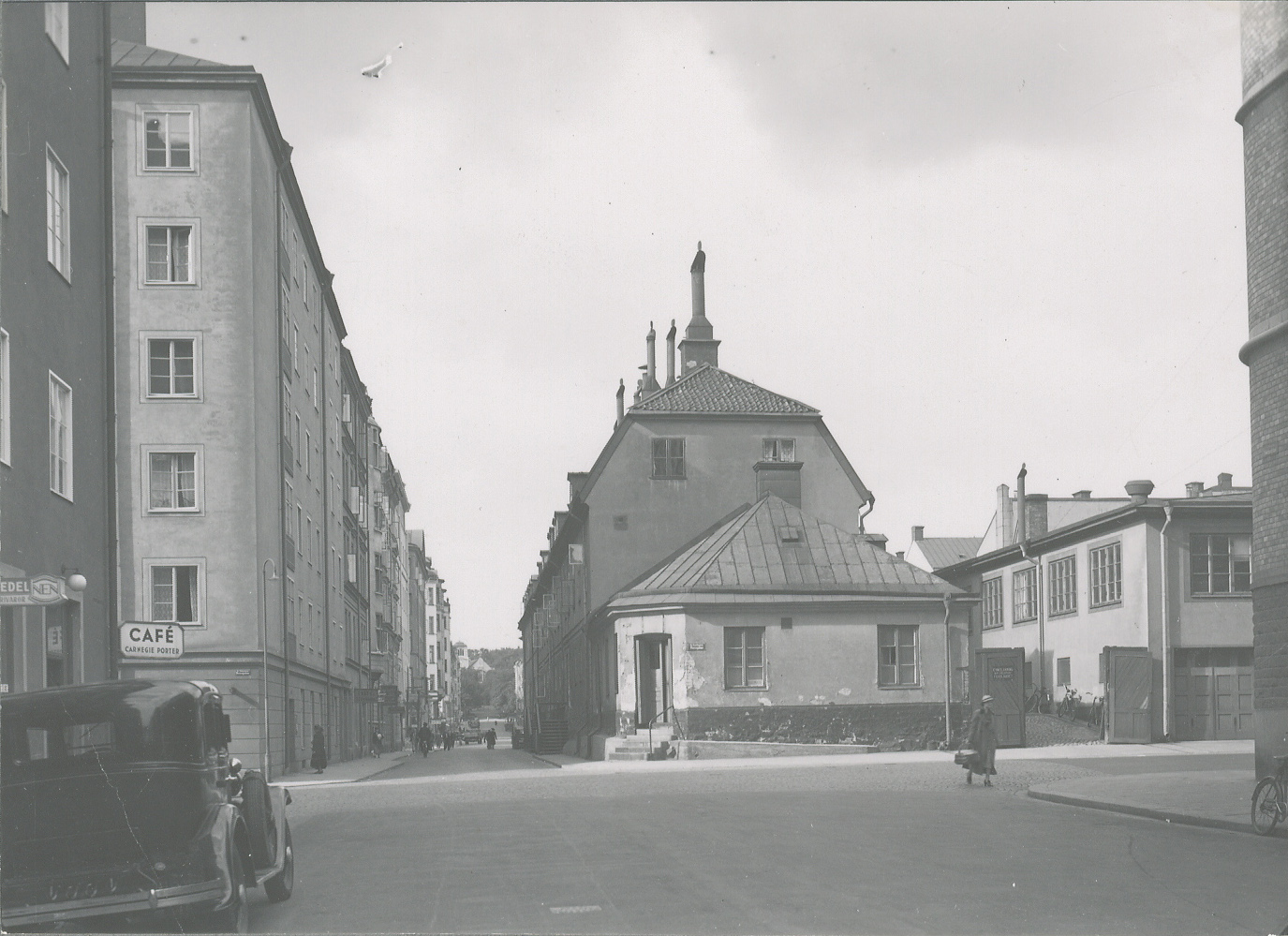
Korsningen Döbelnsgatan och Rehnsgatan.
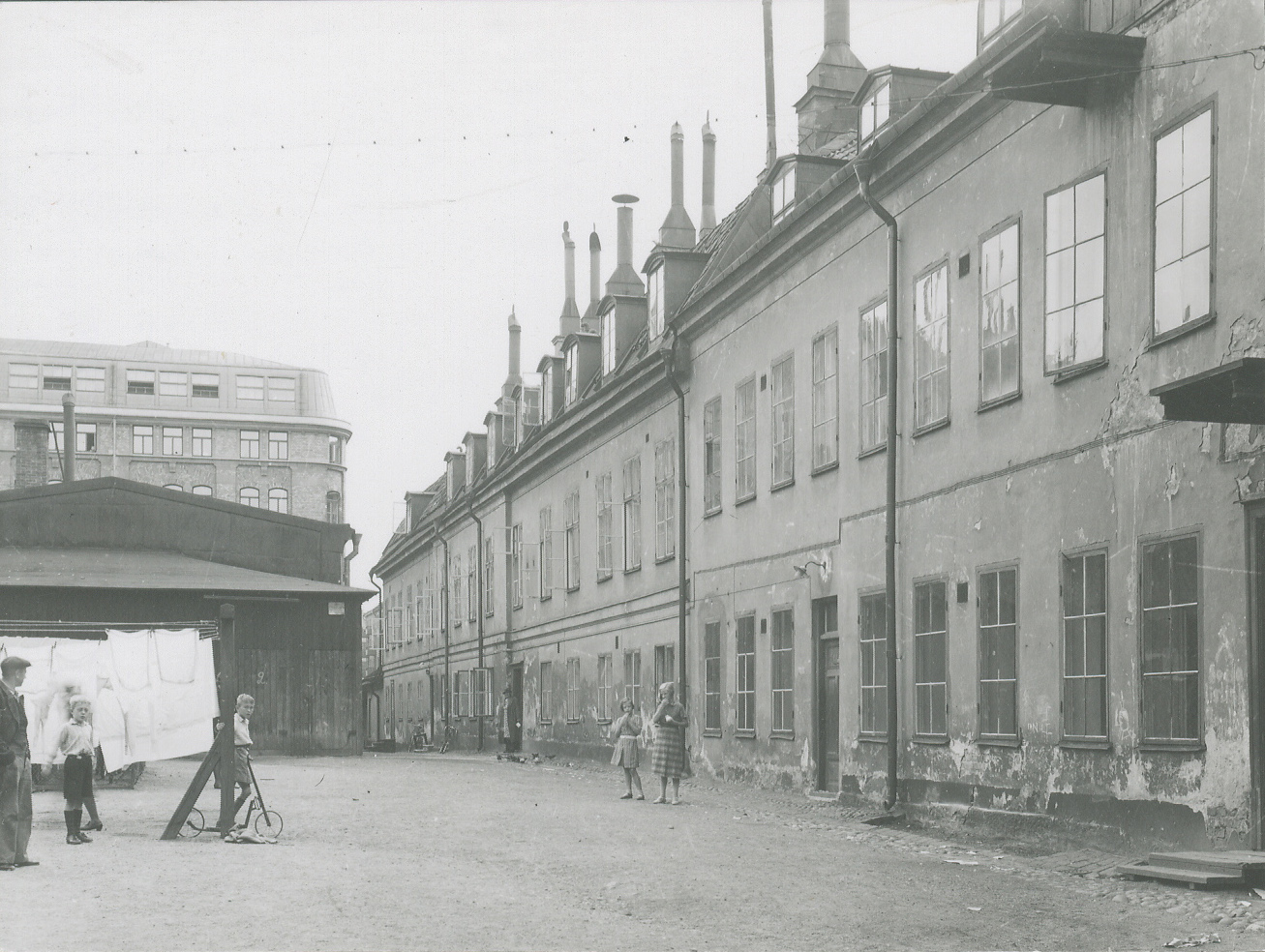
Gården.

De friställda markområdena kom att fungera som parkeringsplatser fram till 1980-talet, då Stockholms Kooperativa Bostadsförening bebyggde de tomma tomterna i kvarteret Grundläggaren.